# Zbigniew Zapasiewicz
Zbigniew Jan Zapasiewicz, né le 13 septembre 1934 à Varsovie et mort le 14 juillet 2009 dans la même ville, est un acteur et metteur en scène polonais, il enseignait également au Conservatoire national d'art dramatique (Akademia Teatralna) de Varsovie.

## Biographie
Issu d'une famille aux fortes traditions théâtrales, il est le neveu du comédien Jan Kreczmar et du metteur en scène Jerzy Kreczmar. 
Après des études de chimie dans les années 1951-1952, Zapasiewicz a décidé d'entamer des études théâtrales, et il fut diplômé du Conservatoire de Varsovie en 1956. Sa carrière théâtrale a commencé en 1956 (Ewaryst Galois dans Ostatnia noc – Dernière nuit – selon Leopold Infeld dans le Teatr Młodej Warszawy – Théâtre de la Jeune Varsovie). Sa première apparition sur le grand écran est liée au film Wiano de Jan Łomnicki (1963).

## Filmographie sélective
- 1966 : La Barrière (Bariera) de Jerzy Skolimowski
- 1977 : Le Camouflage (Barwy ochronne) de Krzysztof Zanussi
- 1978 : Sans anesthésie (Bez znieczulenia) d'Andrzej Wajda
- 1978 : Ziemia obiecana d'Andrzej Wajda
- 1979 : Les Demoiselles de Wilko (Panny z Wilka) d'Andrzej Wajda
- 1981 : Gorączka. Dzieje jednego pocisku (Fever) d'Agnieszka Holland :
- 1982 : L'Impératif (Imperativ) de Krzysztof Zanussi
- 1984 : L'Année du soleil calme (Rok spokojnego słońca), de Krzysztof Zanussi
- 1987 : Le Hasard (Przypadek) de Krzysztof Kieslowski
- 1987 : Matka Królów de  Janusz Zaorski
- 1988 : Tu ne tueras point (Krótki film o zabijaniu) de Krzysztof Kieślowski
- 2000 : La Vie comme maladie mortelle sexuellement transmissible de Krzysztof Zanussi
- 2001 : L'Homme des foules de John Lvoff
- 2005 : Persona non grata de Krzysztof Zanussi
- 2007 : Nadzieja de Stanisław Mucha